# Magic Number
Singles de Māya Sakamoto
Ame ga Furu
(2008) Down Town / Yasashisa ni Tsutsumareta Nara
(2010)
Singles par Māya Sakamoto
Utsukushii Hito
(2010)
Magic Number est le 18e single de Māya Sakamoto sorti sous le label Victor Entertainment le 11 novembre 2009 au Japon. Il arrive 12e à l'Oricon. Il se vend à 13 457 exemplaires la première semaine et reste classé 9 semaines pour un total de 20 046 exemplaires vendus durant cette période.
Magic Number a été utilisé comme thème d'ouverture de l'anime Kobato.. Magic Number se trouve sur la compilation Everywhere. Les versions lives de Kazamidori et Pocket wo Kara ni Shite sont tirées de sa tournée de 2009 WE ARE KAZEYOMI! qui a eu lieu le 24 janvier 2009 au Tokyo International Forum Hall A.

## Liste des titres
Toutes les paroles sont écrites par Māya Sakamoto, sauf la piste 4 qui est écrite par Yuho Iwasato.
| 1. | Magic Number (マジックナンバー)                             | Kitagawa Katsutoshi Strings |  |
| 2. | Private Sky                                                 | TABO                        |  |
| 3. | Kazamidori -Live Version- (カザミドリ)                      | Haruna Yokota               |  |
| 4. | Pocket wo Kara ni Shite -Live Version- (ポケットを空にして) | Yōko Kanno                  |  |